# 徐沧水
徐沧水（1895年—1925年12月12日），名嗣唐，字伯陶，号沧水，湖南长沙人，中国经济学家，《银行周报》总编辑。

## 生平
1895年出生于江苏扬州，父亲是扬州府甘泉县的一名吏员，因为工作搬家到扬州。早年接受父亲亲自教育，10岁就读于扬州笃才学堂（今扬州市东关小学），14岁转学扬州府中学堂（今扬州中学），16岁考入南京南洋茶务讲习所。1911年辛亥革命后讲习所停办，转学上海私立神州大学，课余担任民立报编辑，开始从事新闻业。与同僚出走创办实业编辑社，自编银行讲义，后又游历中国各地，供稿上海各报，1916年回到上海担任南洋商务公学讲师。1917年参与创办《银行周报》，次年前往日本调查研究。徐沧水是最早将合作社概念引入中国的学者之一，1920年回国后出任《银行周报》总编辑，大力宣传日报的合作社思想。因长期致力于《银行周报》，积劳成疾导致腰疼脓肿，1925年12月12日病逝。